# Spijkerbroek

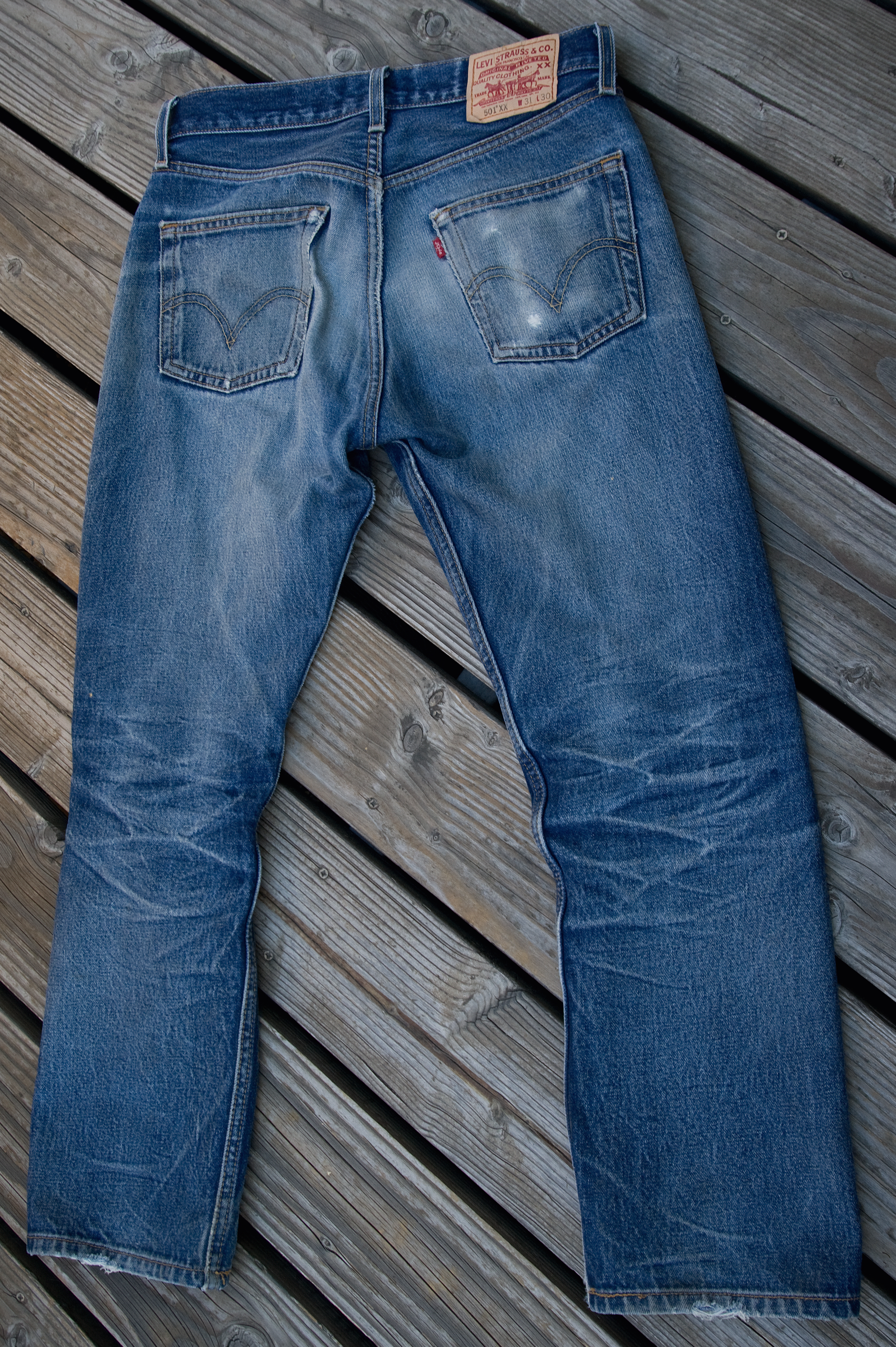
Achterzijde van een spijkerbroek met de karakteristieke achterzakken.

Een spijkerbroek, ook wel jeans, is een broek die meestal van een blauwe, sterke, gekeperde katoenen stof (denim oftewel spijkerstof) wordt gemaakt. De broeken zijn voorzien van een soort kleine klinknagels die de zakken verstevigen, vandaar de naam spijkerbroek. Jacob Davis en Levi Strauss kregen op 20 mei 1873 octrooi op deze bevestigingswijze. Oorspronkelijk was dit type broek bedoeld voor goudzoekers en mijnwerkers en later als werkkleding. In de tweede helft van de 20e eeuw zou de spijkerbroek uitgroeien tot een algemeen geaccepteerd mode-artikel.
De stof van spijkerbroeken wordt geweven met een schering die indigo gekleurd is, terwijl de draden van de inslag wit zijn. De blauwe verfsoort die werd gebruikt, heette in het Frans "bleu de Gênes" (vertaald vanuit het Italiaanse "blu di Genova", dus eigenlijk "Genuees blauw"). Het "bleu de Gênes" werd verbasterd tot het huidige "bluejeans", ofwel jeans.
Standaard heeft een spijkerbroek vijf zakken, twee aan de achterzijde, en twee steekzakken aan de voorzijde. Aan de rechtervoorzijde zit een klein zakje, waar men vroeger een zakhorloge in bewaarde. Omdat het zakhorloge te veel te lijden had in een gewone steekzak, werd dit kleine zakje daar speciaal voor op de spijkerbroek aangebracht. Dit ontwerp van de zakken stamt al uit 1901 toen Levi Strauss het ging toepassen. Daarnaast zitten er ook riemlussen op een spijkerbroek. Ook zitten er 6 rivets op (metalen klinknagels), voor de versteviging om scheuren te voorkomen, zoals op de riemlussen en de hoeken van de zakken.
Voor (Amerikaanse) jeans wordt een maatsysteem gehanteerd waarbij de wijdte en lengte met een dubbele maat in inches wordt aangegeven: maat 30 / 32 bijvoorbeeld heeft als taille 30 inches = 76 cm en als binnenbeenlengte 32 inches = 81 cm.

## Geschiedenis

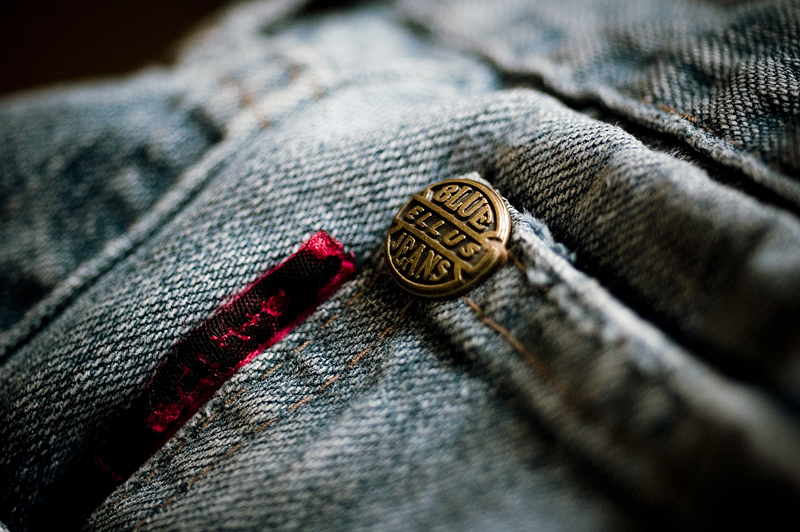
Close-up van een van de rivets (kleine klinknagels) die voor de stevigheid gebruikt worden. Een patent van Levi Strauss & Co..

De oorsprong van de spijkerbroek ligt al in de late middeleeuwen en begon in de Italiaanse stad Genua. Hier werd van katoen een stof geweven die bekend stond om haar stevigheid en o.a. gebruikt werd om broeken voor de marine van te maken. Later slaagde men er in de Franse stad Nîmes in om eenzelfde soort stof te maken, alleen dan steviger. Ook in India werd al sinds de 17e eeuw stof geweven die sterk lijkt op spijkerstof en calico, genaamd dungaree. De verf die in Europa gebruikt werd om de stoffen te kleuren kwam ook lange tijd uit India. In 1795 duikt de term jeans voor het eerst op.

### Levi Strauss & Co.
In 1847 emigreerde de Joodse Levi Strauss vanuit Beieren naar de Verenigde Staten. Daar maakte hij in San Francisco (Californië) vanaf 1853 stevige broeken van zeildoek voor de goudzoekers. Deze broeken vielen erg in de smaak bij de goudzoekers, omdat deze steviger waren dan de gebruikelijke broeken.
Toen Strauss door zijn voorraad zeildoek heen was, stapte hij over op een sterke katoensoort, genaamd 'Serge de Nîmes' (keper uit Nîmes). Deze naam verbasterde al snel tot denim. De broeken hadden echter een probleem met de plekken waar veel spanning op staat: vooral de broekzakken scheurden nog weleens uit. In 1872 kwam de kleermaker Jacob Davis met een oplossing hiervoor: klinknagels. Strauss liet zich overhalen, en gebruikte de klinknagels om de hoeken van de broekzakken te verstevigen. In 1872 vroeg Davis octrooi aan op deze werkwijze, toe te kennen aan hemzelf en Levi Strauss & Company. Het patent werd op 20 mei 1873 toegekend. De broeken die op deze manier gemaakt werden, de taille overalls, hadden een achterzak met het Arcuate Stitching Design, bretels, en een horlogezakje.
De taille overalls werden tot 1920 alleen in San Francisco geproduceerd. In 1920 volgde uitbreiding naar Frankfort (Indiana). In 1965 werden de eerste fabrieken van Levi Strauss & Co. in Europa en Azië gebouwd.

## Verspreiding als mode-artikel

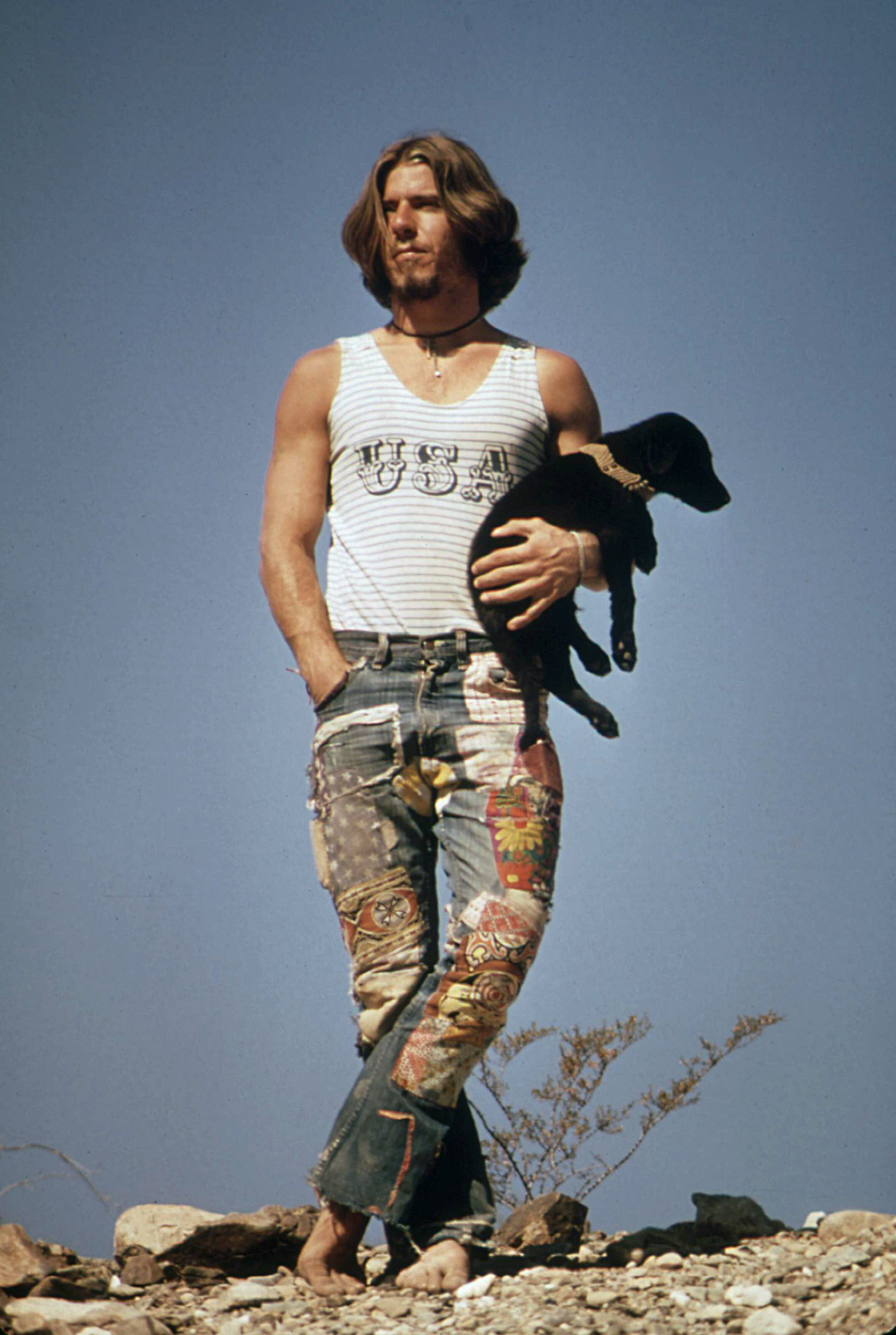
Een lifter in 1972 met een spijkerbroek die er met opzet gehavend uitziet.

Dat de spijkerbroek een mode-artikel zou worden hebben de fabrikanten nooit voorzien. De spijkerbroek is dan ook een voorbeeld van een mode-artikel dat door de consument bedacht is i.p.v. door een bedrijf of marketingafdeling. In de tweede helft van de twintigste eeuw zou de spijkerbroek uitgroeien tot het meest gedragen kledingstuk en doordringen tot alle bevolkingsgroepen en alle delen van de wereld.
In de eerste helft van de twintigste eeuw zouden de broeken vooral gedragen worden door fabrieksarbeiders, mijnwerkers en bouwvakkers. Echter, reeds in 1935 werd in het tijdschrift Vogue de spijkerbroek aangeprezen als modeartikel, waarbij de broeken voor de verkoop al gewassen werden om zo de stof zachter te maken en de broeken een gedragen uiterlijk te geven.
Na de Tweede Wereldoorlog werden de broeken door de Boho's, de bohemiens van New York. In de jaren vijftig kwamen de broeken in de mode onder jongeren, in eerste instantie in de Verenigde Staten. Twee films, The Wild One en Rebel Without a Cause, hebben hier een belangrijke rol in gespeeld. In deze films speelden opstandige jongeren, met spijkerbroek, de hoofdrol waardoor de broeken met een tegencultuur en vrijheid geassocieerd werden. Het dragen van de spijkerbroek werd toen nog als provocatief gezien en deze had een ruig imago. Meer bekendheid ontstond doordat jeans in de westernfilms werden gedragen, o.a. door John Wayne. Andere bekende jeansdragers waren Elvis Presley, James Dean en Marilyn Monroe.
De fabrikanten van de broeken waren in eerste instantie dan ook niet blij met dit imago. Levi's deed nog een poging om gekleurde en gestreepte nette spijkerbroeken op de markt te brengen en zo een andere doelgroep aan te spreken, maar dit mocht niet baten. Later in de jaren tachtig zouden ze juist gaan benadrukken dat de spijkerbroek (de 501) helemaal niet veranderd is.
In 1959 werden de eerste exemplaren naar Europa geëxporteerd. De Alkmaarse winkel Vet was een van de eerste die spijkerbroeken verkocht. De eigenaar werd succesvol door te verkopen vanuit een busje waarmee hij langs bedrijven reed. Ook hier werd de spijkerbroek door jongeren omarmd en was het dragen in eerste instantie omstreden. De jeans werden veel gedragen door zogenaamde nozems. Die stonden ook wel bekend als 'zondaars in spijkerbroek'. Later zouden de hippies de spijkerbroeken gaan dragen om zich uit te spreken tegen de consumptiemaatschappij.
Sindsdien is de jeans steeds meer ingeburgerd en 'mainstream' geworden. Vooral de originele Levi's-broeken hebben sindsdien altijd een grote populariteit gekend. Ook andere kledingmerken (Wrangler, Lee, Lois) gingen jeans fabriceren, en later zagen ook diverse grote modemerken brood in een spijkerbroek, zoals Armani en Versace, die voornamelijk dure spijkerbroeken maken. Niet alleen spijkerbroeken, maar ook verwante kledingstukken, zoals spijkerjacks, zijn sinds de jaren zestig populair geworden. Ook vrouwen gingen de broek dragen. Dit leidde ook weer tot weerstand. Omdat broeken in het algemeen als onvrouwelijk werden gezien, deze het lichaam meer accentueerden en de broeken voor vrouwen hadden ook nog eens een gulp aan de voorkant terwijl die oorspronkelijk voor vrouwen aan de zijkant had gezeten.
In andere delen van de wereld zou het hetzelfde gaan. De broeken waren eerst omstreden en zouden later geaccepteerd om vervolgens min of meer de standaard worden. In het Oostblok waren spijkerbroeken niet verboden, maar wel moeilijk te krijgen, omdat deze als symbool van het westen werden gezien.
In de jaren zeventig ontstond een nieuw concept dat tot dan toe uniek was voor de modewereld. Er kwamen spijkerbroeken op de markt die er gehavend en gedragen uitzagen. Zo werden broeken in zout water gewassen om ze lichter en zachter te maken. Ook dit werd een hype. In de jaren tachtig werd stone washing geïntroduceerd. De spijkerbroek werden toen allang niet meer als werkkleding gezien, wat werd ondersteund door reclamecampagnes die lieten zien dat denim een unieke stof is die naar het lichaam vormt. Om te benadrukken dat de spijkerbroek echt een authentiek product is, heeft Levi's rond 2000 vintagebroeken op de markt gebracht. Dit waren kopieën van originele goudzoekersbroeken uit de negentiende eeuw die in Alaska in het ijs waren gevonden en die compleet met scheuren en vlekken voor veel geld werden verkocht.

## Merken uit Nederland
Sinds de jaren tachtig zijn Nederlandse jeansmerken ontstaan. Scotch & Soda werd in 1985 opgericht, hoewel het merk pas succesvol werd na een overname in 2001. In 1989 werd G-Star opgericht, in 1992 Chasin’ en in 1993 Gsus. Ook ontstonden winkelketens als Score Jeans en Open32.
In 2000 deed de non-profitorganisatie Solidaridad onderzoek naar de katoenindustrie in Peru dat slechte werkomstandigheden en vervuiling aan het licht bracht. De daaropvolgende behoefte aan duurzaam geproduceerde spijkerbroeken leidde tot de oprichting van Kuyichi in 2001.
In 2003 werd het merk Blue Blood gelanceerd, dat inmiddels failliet is, en in 2008 Denham.

## Varianten

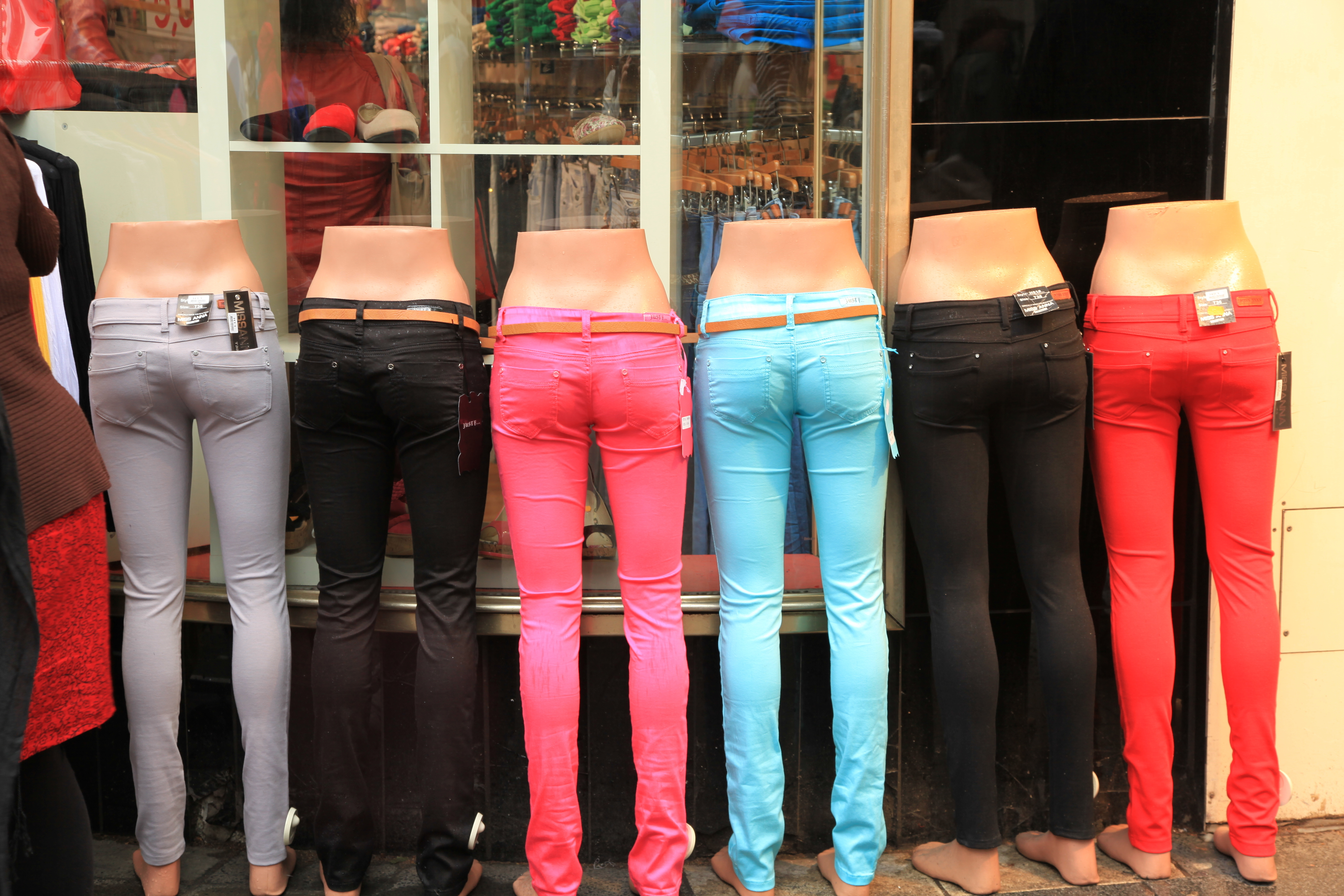
Spijkerbroeken in verschillende kleuren. Reeds in de jaren zestig waren er al gekleurde en gestreepte spijkerbroeken op de markt.

- Een skinny jeans is een spijkerbroek die zeer nauw sluit om het lichaam om het lichaam te accentueren. Typerend is dat het lastig is om een skins jeans uit of aan te trekken. Ook het dichtknopen is lastig.
- Cigarette is ook nauw maar net iets wijder en makkelijker te sluiten.
- Stone washing is een methode om spijkerbroeken een versleten uiterlijk te geven. De broeken worden samen met stukken puimsteen in een speciaal model wasmachine gewassen. De broeken worden hierdoor ook zachter.
- Acid washing is een manier om de broeken een lichtere kleur te geven door ze met chloor te wassen. Dit gebruik komt uit de surfcultuur van de jaren zestig toen de broeken verkleurden als ze veel met zeewater in aanraking kwamen.
- Ripped jeans of distressed jeans zijn spijkerbroeken waar gaten in gescheurd zijn. Dit ontstond in de jaren zeventig binnen de punkbeweging.
- Hipster jeans zijn spijkerbroeken die lager om de heup sluiten. Deze worden vooral door vrouwen maar ook door mannen gedragen.
- Een jegging is een legging gemaakt van stretch spijkerstof.
- Baggy jeans hebben een wijde pasvorm met een verlaagd kruis en zijn populair onder skateboarders
- Bell-bottom, bootcut of wide-leg jeans zijn spijkerbroeken waarvan de pijpen naar beneden toe breder worden.
- Mommy jeans of High waist zijn spijkerbroeken die hoog sluiten. De broeken raakten in de mode eind tachtiger jaren. De term Mommy jeans kwam pas later en werd in eerste instantie als minachtend gebruikt. Rond 2020 kwamen de broeken weer in de mode. Een te ruim zittende spijkerbroek wordt soms wel Daddy jeans genoemd.
- Carpenter jeans hebben veel zakken.

## Trivia
- De spijkerbroek is een van de meest economische kledingstukken gezien de prijs en de lange levensduur.[1]
- Het Nederlands is de enige taal waar het woord spijkerbroek gebruikt wordt. Het is ook een onterechte omschrijving aangezien er geen spijkers maar klinknagels in verwerkt worden.[1]
- In 2006 braken in Wit-Rusland na de presidentsverkiezingen opstanden uit die de Spijkerbroekrevolutie werden genoemd.